# 威尼斯人劇場

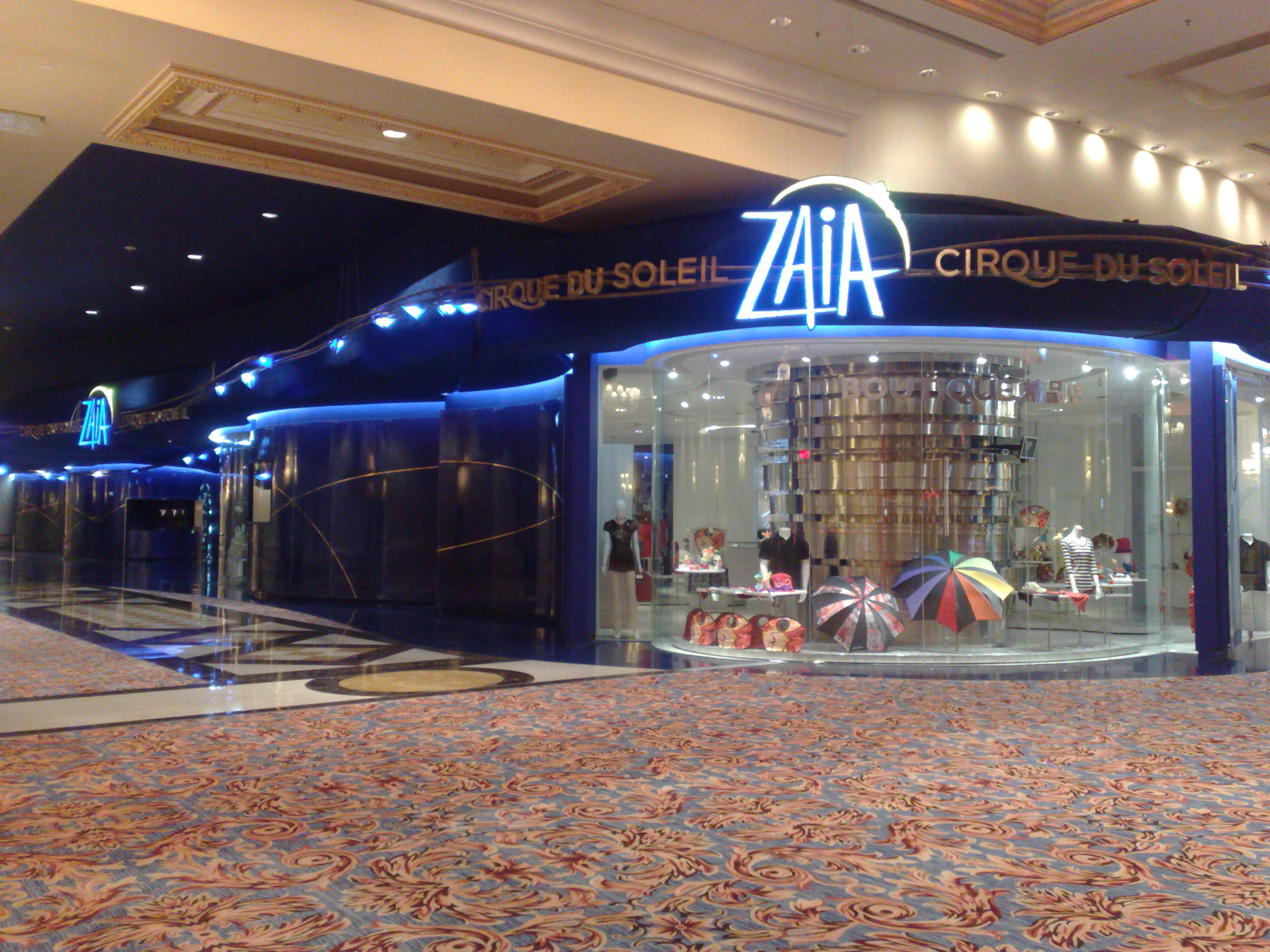
威尼斯人劇院入口及紀念品專門店

威尼斯人劇場（亦稱為薩雅劇院）是澳門的一個室內活動場館，位於澳門威尼斯人渡假村酒店內。劇場是索拉奇藝坊（現稱：太陽劇團）在美洲以外首個進駐亞洲的長駐場館。劇場是亞洲設備最完善的表演場館之一，共設有1852個座位；同時是全澳首個主題式表演場館。全館設有空氣調節，場內並無任何支柱。

## 設計
威尼斯人劇場是應劇團的要求所設計，舞台圓拱形的布景高88呎，佈滿閃亮星星，觀眾猶如望覑窗外世界，觀眾座位亦較拉斯維加斯及奧蘭多的場館多，劇場觀眾席上空的橢圓形軌道隨時有演員轉來轉去，拉近演員與觀眾距離。為了這齣戲的效果，設計了許多特殊的「機關」。

## 《ZAiA》

### 命名
《ZAiA》（中文譯為《薩雅》）源於希臘文，意思是生命，從一位少女的夢境出發，展開對宇宙與愛情的探索。

### 劇目
《ZAiA》是太陽劇團為威尼斯人酒店新編劇目，甚至連演出的劇院亦是全新的。
《ZAiA》的演出強調的是舞蹈、動作與輕靈的特技表演，並藉此飛翔到宇宙的盡頭，探索人性之美。劇目總長約90分鐘，由75名來自全球的演藝人員演出。

### 劇情
《ZAiA》內容描述一個少女夢遊太空，讓她重新發現世界的真諦，並把這份寶貴經驗帶回地球和大家分享。置身半空中紅氣球上的少女、沿着空中軌道倒吊騎腳踏車的人，配合歌手演唱、大跳探戈，從這些空中高難度動作以至小丑表演，75位來自世界各地高水準演藝家，將帶領1800名觀眾進入少女的夢遊體驗，經歷一段奇妙難忘的過程。一幕幕由燈光效果及巨型螢幕投射而成的不同佈景，更有3000顆光纖星星構成的夜空，以及浪漫的漫天飛雪場景，都將令人現場觀眾震撼難忘。

### 票房
《ZAiA》以雜技、雜耍為主，在中國內地已有很多類似節目，加上其休閒節奏未能迎合旅客口味，新場效應下入座率尚算高，後期增加了水舞間，《ZAiA》每月客量估計不到水舞間的五分之一。

### 終演
金沙中國在2012年2月7日宣佈重整演藝表演娛樂項目，包括重新設計威尼斯人多功能劇院、金沙城中心新設一系列新娛樂。太陽劇團亞洲長駐表演《ZAiA》，將在二月十九日上演最後一場。澳門本地社會人士向來認為，ZAiA雖然深受西方觀衆歡迎，但始終未被華人觀衆尤其內地觀衆接受。相對於水舞間的驚險刺激和感觀快感備受亞洲觀衆受落，ZAiA的藝術感和偏休閒式劇目節奏，難免曲高和寡。

## 購票及票價

### 購票
- 網上預訂：
  - 威尼斯人的官方網站票務頁（網上預訂網頁）
- 電話訂票
  - 香港-(852)6333 6660
  - 澳門-(853)2882 8818
- 現場訂票：
  - ZAIA 劇院售票亭
  - 路氹金光大道－金光綜藝館售票亭
  - 澳門金沙大堂售票亭

### 票價
| 票種               | 成人         | 兒童^        |
| ------------------ | ------------ | ------------ |
| VIP 座位           | 澳門幣 $1288 | 澳門幣 $1288 |
| A 區訂位           | 澳門幣 $788  | 澳門幣 $394  |
| B 區訂位           | 澳門幣 $588  | 澳門幣 $294  |
| C 區訂位           | 澳門幣 $388  | 澳門幣 $194  |
| ^ 指 12 歲以下兒童 |              |              |

## 演出時間
演出時間如下：
星期一   休演
星期二 （一場） 20:00
星期三 （一場） 20:00
星期四 （一場） 20:00
星期五 （一場） 20:00
星期六 （兩場） 17:00及20:00
星期天 （兩場） 17:00及20:00

## 交通配套

### 自設交通
由於威尼斯人劇場位於澳門威尼斯人渡假村酒店內，因此劇場的周邊交通可以依靠渡假村的自設交通。

#### 海運
威尼斯人澳門的「金光飛航」，提供來往香港至氹仔間之客輪服務，顧客可由香港經金光飛航抵達北安客運碼頭後乘搭「路氹金光大道─金光穿梭巴士」到威尼斯人劇場。
北安碼頭往威尼斯人渡假村的交通接駁：
的士
乘搭「路氹金光大道─金光穿梭巴士」
北安碼頭巴士站乘搭往威尼斯人渡假村方向之26、51A、MT1、MT4路線巴士

#### 陸運
同時「路氹金光大道─金光穿梭巴士」提供來往酒店與各口岸的接駁專巴服務，設有以下6條路線：
1. 澳門威尼斯人渡假村酒店 ↔ 關閘
2. 澳門威尼斯人渡假村酒店 ↔ 外港碼頭
3. 澳門威尼斯人渡假村酒店 ↔ 金沙娛樂場
4. 澳門威尼斯人渡假村酒店 ↔ 澳門國際機場
5. 澳門威尼斯人渡假村酒店 ↔ 北安碼頭
6. 澳門威尼斯人渡假村酒店 ↔ 蓮花口岸

#### 空運
威尼斯人澳門的母公司拉斯維加斯金沙集團全數擁有共九架飛機，機隊會因應金光大道的發展而作出配合。